# جان بيار لامي
جان بيار لامي (بالفرنسية: Jean-Pierre Lamy )‏ (و. 1945 – 1970 م) هو ممثل، وممثل أفلام، من فرنسا، توفي في الدائرة الخامسة عشر في باريس، عن عمر يناهز 25 عاماً.

## التعليم
تعلم في المعهد الوطني العالي للفنون الدرامية ‏.

## وصلات خارجية
- جان بيار لامي على موقع IMDb (الإنجليزية)
- جان بيار لامي على موقع قاعدة بيانات الفيلم (الإنجليزية)
- جان بيار لامي على موقع كينوبويسك (الروسية)